# Саакян, Самвел Сергеевич
Самве́л Серге́евич Саакя́н («Тутун Само») (арм. Սամվել Սերգեյի Սահակյան, 23 мая 1960, Ереван, Армянская ССР) — армянский депутат и предприниматель.

## Биография
Самвел Саакян родился в 1950 году в Ереване. В 1982 году он окончил Ереванский институт народного хозяйства со специальностью «экономист». Работал арматурщиком на Ереванском заводе железобетонных конструкций (1977—1978), экономистом на заводе «Электрон» (1982). После срочной службы в армии (1982—1984) вернулся на «Электрон», где проработал ещё год экономистом. Затем работал главным бухгалтером и директором в ряде коммерческих фирм. В 2003 году избран депутатом Национального собрания Армении.